# LILRB4
LILRB4 (англ. Leukocyte immunoglobulin like receptor B4) – білок, який кодується однойменним геном, розташованим у людей на короткому плечі 19-ї хромосоми. Довжина поліпептидного ланцюга білка становить 448 амінокислот, а молекулярна маса — 49 356.
| 10         |  | 20         |  | 30         |  | 40         |  | 50         |
| ---------- |  | ---------- |  | ---------- |  | ---------- |  | ---------- |
| MIPTFTALLC |  | LGLSLGPRTH |  | MQAGPLPKPT |  | LWAEPGSVIS |  | WGNSVTIWCQ |
| GTLEAREYRL |  | DKEESPAPWD |  | RQNPLEPKNK |  | ARFSIPSMTE |  | DYAGRYRCYY |
| RSPVGWSQPS |  | DPLELVMTGA |  | YSKPTLSALP |  | SPLVTSGKSV |  | TLLCQSRSPM |
| DTFLLIKERA |  | AHPLLHLRSE |  | HGAQQHQAEF |  | PMSPVTSVHG |  | GTYRCFSSHG |
| FSHYLLSHPS |  | DPLELIVSGS |  | LEDPRPSPTR |  | SVSTAAGPED |  | QPLMPTGSVP |
| HSGLRRHWEV |  | LIGVLVVSIL |  | LLSLLLFLLL |  | QHWRQGKHRT |  | LAQRQADFQR |
| PPGAAEPEPK |  | DGGLQRRSSP |  | AADVQGENFC |  | AAVKNTQPED |  | GVEMDTRQSP |
| HDEDPQAVTY |  | AKVKHSRPRR |  | EMASPPSPLS |  | GEFLDTKDRQ |  | AEEDRQMDTE |
| AAASEAPQDV |  | TYAQLHSFTL |  | RQKATEPPPS |  | QEGASPAEPS |  | VYATLAIH   |

A: Аланін

C: Цистеїн

D: Аспарагінова кислота

E: Глутамінова кислота

F: Фенілаланін

G: Гліцин

H: Гістидин

I: Ізолейцин

K: Лізин

L: Лейцин

M: Метіонін

N: Аспарагін

P: Пролін

Q: Глутамін

R: Аргінін

S: Серин

T: Треонін

V: Валін

W: Триптофан

Кодований геном білок за функціями належить до рецепторів, фосфопротеїнів. 
Задіяний у таких біологічних процесах, як адаптивний імунітет, імунітет, альтернативний сплайсинг. 
Локалізований у клітинній мембрані, мембрані.